# El Silvar
El Silvar (llamada oficialmente O Silvar) es una aldea situada en la parroquia de Siabal, del municipio español de Paderne de Allariz, en la provincia de Orense, Galicia.

## Demografía
| Gráfica de evolución demográfica de El Silvar entre 2000 y 2023 |
|                                                                 |
| Datos según el nomenclátor publicado por el INE.                |